# مفتاح دفع

رمز مفتاح دفع لجعل

رمز مفتاح دفع لغلق

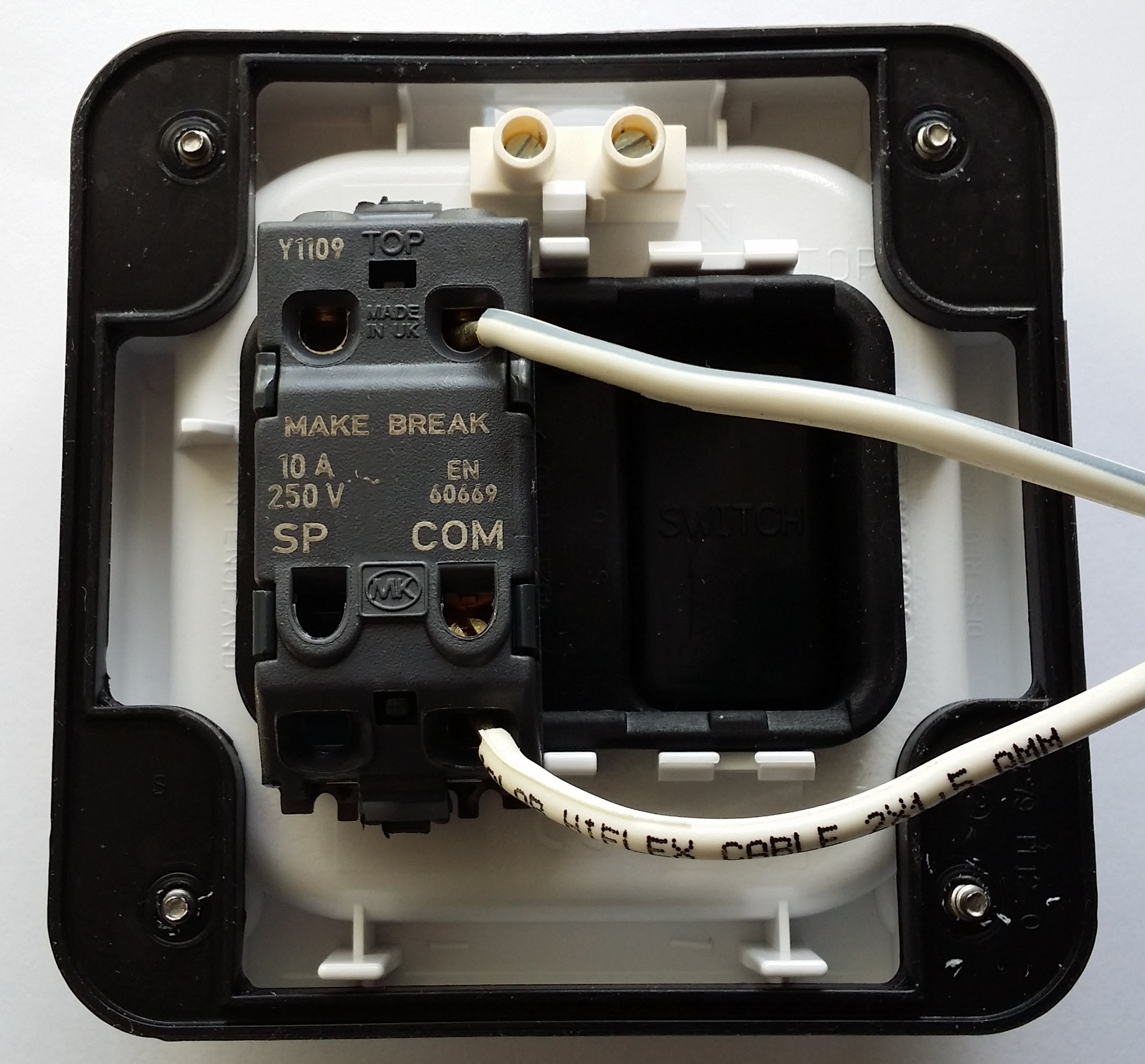
مفتاح دفع لكسر

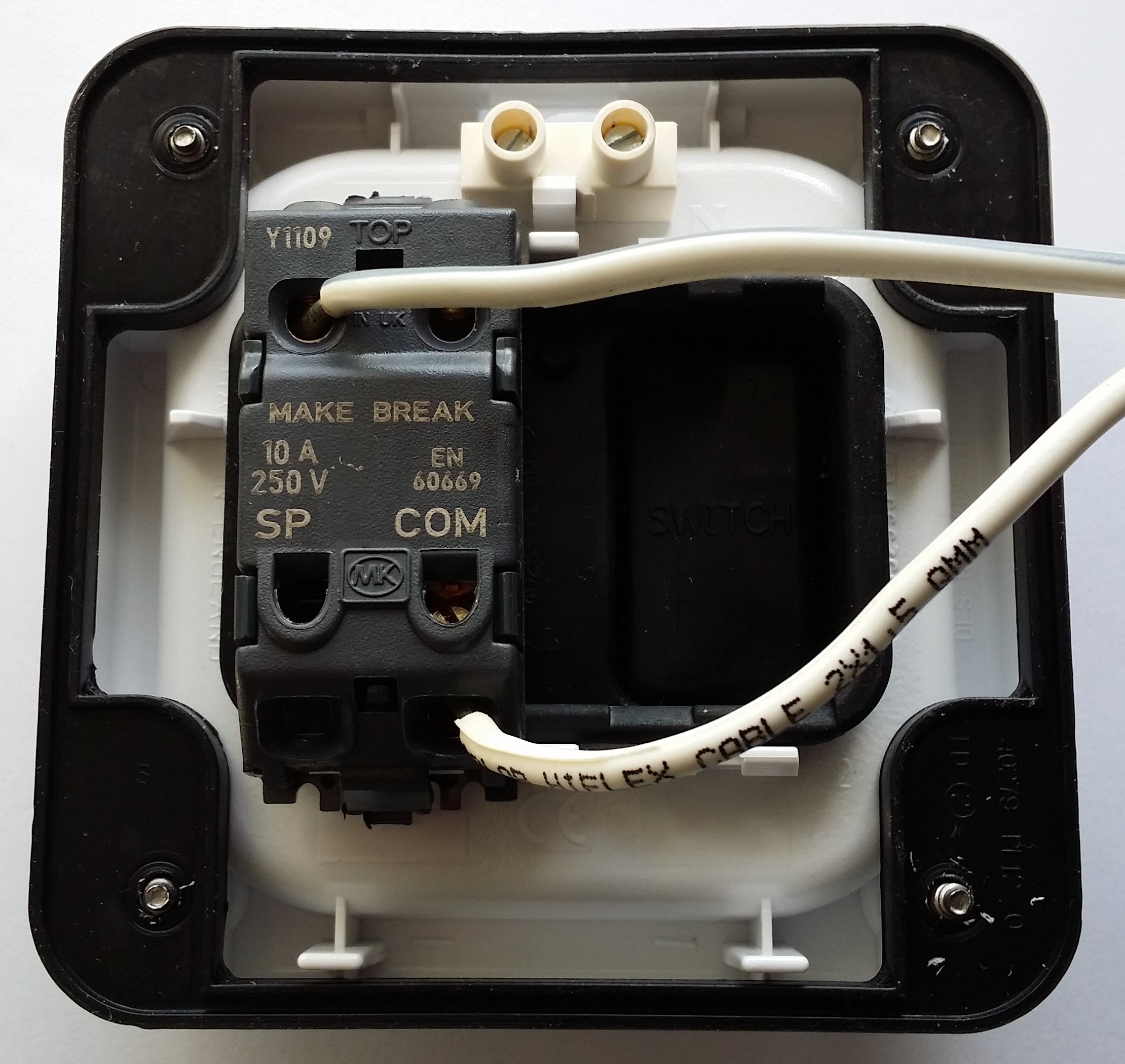
مفتاح دفع لجعل'

مفتاح الدفع (الضغط) هو مفتاح فتح لحظي والذي يسبب تغير مؤقت في الدائرة الكهربائية عندما يكون المفتاح مدفوع فيزيائيا. له إليه خاصة (مثل الياي) تعود بالمفتاح إلى وضعه الأصلي واستعادة الظروف الابتدائية للدائرة. هناك نوعان للمفتاح:
- مفتاح دفع لجعل يسمح للكهرباء أن تتدفق بين نقاط التلامس. عندما يعمل المفتاح، فإن الدائرة تكسر. هذا النوع من المفاتيح يطلق عليه مفتاح مفتوح طبيعيا. (أمثلة: جرس الباب، مفتاح الطاقة بالكمبيوتر، أزرار الحاسبة والمفاتيح الخاصة بلوحة المفاتيح).
- مفتاح دفع لكسر يعمل عكس المفتاح السابق، عندما لا يكون هناك ضغط على المفتاح، تتدفق الكهرباء، ولكن عند الضغط عليه فإن الدائرة تكسر. هذا النوع من المفاتيح يطلق عليه مفتاح مغلق طبيعيًا. (أمثلة: مفتاح الضوء بالثلاجة ومفاتيح الإنذار في الدوائر الأمنة من الفشل).

تم تصميم العديد من مفاتيح الدفع لتقوم بكلا المهمتين دفع لجعل ودفع لكسر. وبالنسبة لهذه المفاتيح، فإن توصيلات وأسلاك المفتاح هي التي تحدد إن كان سيعمل كمفتاح دفع لجعل أو مفتاح دفع لكسر.